# كايو نونيز
كايو نونيز هو لاعب كرة قدم برازيلي في مركز الوسط، ولد في 11 يناير 1996 في برازيليا في البرازيل. لعب مع نادي غوياس.

## وصلات خارجية
- كايو نونيز على موقع قاعدة بيانات كرة القدم.إي يو (الإنجليزية)
- كايو نونيز على موقع Soccerway.com (الإنجليزية)